# Фуди
Фуди (лат. Foudia) — род птиц из семейства ткачиковых. Распространены на Мадагаскаре, Коморских, Сейшельских и Маскаренских островах. Населяют леса и открытые ландшафты. В кладке до пяти яиц. 

## Виды
К роду относят семь видов:
- Красноголовый фуди (Foudia eminentissima Bonaparte, 1850)
- Foudia aldabrana Bonaparte, 1850
- Родригезийский фуди, или родригесский ткачик-фоди (Foudia flavicans Newton, 1865)
- Красный фуди, или мадагаскарский фоди (Foudia madagascariensis (Linnaeus, 1766))
- Foudia omissa Rothschild, 1912
- Маскаренский фуди, или маврикийский ткачик-фоди (Foudia rubra (J.F. Gmelin, 1789))
- Сейшельский фуди, или сейшельский ткачик-фоди (Foudia sechellarum Newton, 1867)

Некоторые авторы также рассматривают вид Бледно-окрашенный ткачик-фоди (Foudia delloni),  который вымер еще в конце XVII века